# 旭琉會
旭琉會（きょくりゅうかい、ぎょくりゅうかい）は、沖縄県中頭郡北中城村に本部を置く指定暴力団。構成員は2023年末時点で約210人である。2025年2月8日、旭琉會二代目を糸数 眞が襲名。
1970年に結成された「沖縄連合旭琉会」が、抗争を経て1990年から「旭琉会」と「沖縄旭琉会」に分裂。その分裂に際しての抗争は無辜の市民を巻き込み、暴力団対策法施行の一因ともなった。それから20年余にわたってそれぞれ対立しながら並立していたものの、2011年、「沖縄旭琉会」が「旭琉会」を吸収合併する形で一本化、「旭琉會」として再発足した。
沖縄県内唯一の指定暴力団で、2012年以後は沖縄県内唯一の組織暴力団となっている。

## 来歴

### 起源と黎明
そもそも沖縄における暴力団はいわゆる伝統的な「ヤクザ」ではなく、第二次世界大戦後に出現した土着の無法集団を起源としている。終戦後の混乱期から復興の兆しが現れ始めた1952年頃に不良者らなどが集団化し始めた。それらの代表的なものが那覇市を拠点とした「那覇派」とのちの沖縄市域を拠点とした「コザ派」（「山原派」とも）で、幾度にもわたり対立抗争を繰り返していたこれら2党が、沖縄の本土復帰を目前に控え、日本本土の暴力団の島内進出を阻む意図から、大同団結を図ったうえで1970年の暮れに「沖縄連合旭琉会」を結成。「第1次沖縄抗争」（1961年）、「第2次沖縄抗争」（1964年）、そして「第3次沖縄抗争」（1966年）と、そこに至るまで三次にわたる大規模な抗争を経ていたものの、「山原派」の首領を担った仲本善忠の主導によって正式発足、これが旭琉會の幕開けであった。

### 山口組との抗争
1974年10月、分派行動を取っていた上原勇吉一派に旭琉會幹部が殺害される。1975年2月、旭琉會が報復に乗り出し、上原一派の組員3人を山中に連れ出し射殺した上で埋めた。同年10月、沖縄県警察は旭琉會会長である仲本善忠を殺人、死体遺棄の容疑で逃走中の大阪市内で逮捕した。
1976年―“沖縄旭琉会”への改称と同時に多和田真山を首領に据える二代目体制が発足。間もなく沖縄進出を巡り対立状態にあった山口組との抗争が激化し、白昼の那覇市内の路上で組員が山口組系暴力団員を拳銃で射殺、さらには組員が山口組系暴力団事務所に手榴弾を投擲したうえ拳銃を乱射するなどといった、暴力的な抗争事件を1978年度だけで22回にわたって引き起こした。その過程においては組員が警戒中の警察官に対してカービン銃を発砲し傷害を負わせるという事件もあった。
これは傘下組織の「上原組」が脱退、そして山口組への加入を行ったことから激化に至った抗争で、仲裁者の不在という沖縄特有の事情も手伝い、双方が疲弊し消耗し尽くすまでの“総力戦”に発展。この抗争の終結を模索した会長の多和田は、1981年、山口組との盃事を敢行し、同組直系組長（二次団体首領）ら2名を相手に対等の「兄弟分」関係を結ぶに至る。ところがこれが裏目に出てしまい、組織内の反対派から命を狙われる結果となった。翌1982年、傘下組織構成員の手により多和田は射殺された。
1983年5月に三代目体制としての「旭琉会」が発足。会長に就任したのは翁長良宏であった。この時点で1,000余名の構成員を擁する沖縄県内最大の暴力団であったが、やがて内部で主導権争いが発生。

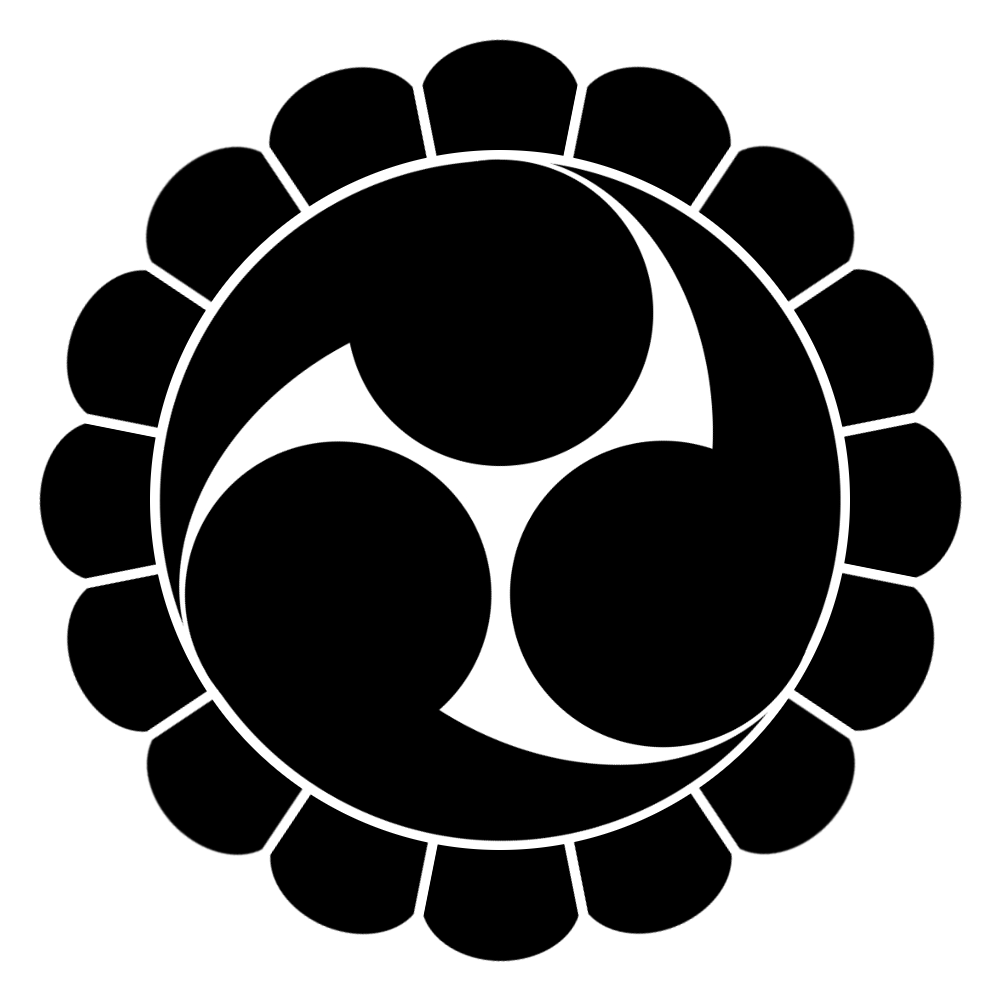
沖縄旭琉会の代紋

### 分裂、そして指定暴力団へ
時の理事長であった富永清の率いる9組織が離脱したうえで、1990年に「沖縄旭琉会」という新団体を発足、そのまま熾烈な抗争に突入した。この年だけで無関係の市民を含む6名の死者と12名の負傷者を発生させ、市民間における反暴力団の機運を高める結果となった。1992年における暴力団対策法の施行はこの抗争を一因としたものであった。同年6月をもって旭琉会・沖縄旭琉会の両者揃って同法に基づく指定暴力団となるに至った。同年のうちに抗争終結が宣言されはしたものの、そのまま2つの「旭琉会」が並立、緊張を伴う“冷戦状態”が以後20年余にわたって継続することとなった。

### 再統合「旭琉會」
やがて2010年に至り、翁長が旭琉会会長の座を退くとともに、三代目体制下で理事長を務めた花城松一が同会の四代目を襲名。この代替わりの儀に際して新会長すなわち花城の後見人となったのは沖縄旭琉会の会長すなわち富永清であった。そしてその翌2011年の暮れ頃になってついに両組織の一本化が正式決定。分裂から21年を経ての再統一となった。沖縄旭琉会による吸収合併という形での統一で、指定暴力団の合併は1992年の暴力団対策法施行以来全国初のことであった。一本化後の新組織名は“旭琉會”。沖縄旭琉会を率いた富永清を首領に、四代目旭琉会を率いた花城松一を次点に据え、この名をもって2011年のうちに正式発足。同年3月末には暴力団対策法に基づく「四代目旭琉会」の指定が取り消され、同時に「沖縄旭琉会」の指定名が“旭琉會”へ改称され、沖縄県内唯一の指定暴力団として再始動する運びとなり、現在に至っている。
2019年7月12日、富永初代会長が死去。後継者については四十九日の喪が明けてから決定するとされていたが、その後は会長不在の状態が続いた。2020年時点では、花城が会長代行であることが確認されていたが、2020年になって二代目照屋一家の永山克博総長が「代表」になり、会長選出へ向けて組織固めを進めているとされた。
2025年2月8日、糸数眞理事長（三代目富永一家総長）を二代目会長とする「代目継承盃之儀式」を行った。霊代を永山克博代表（二代目照屋一家総長）が務め、取持人を與那哲也代表補佐、奔走人を又吉敏廣代表補佐、媒酌人を満元幸次事務局長が務めた。続いて、親子縁組盃之儀式が行われ糸数二代目から21人が盃を受け、満元幸次事務局長が進行を務めた。
2025年2月12日、糸数二代目が六代目山口組司忍組長を訪れ襲名の挨拶を行った。中部国際空港に到着した糸数二代目を六代目山口組若頭補佐四代目倉本組組長津田力と六代目山口組三代目弘道会若頭野内正博が出迎え、司忍六代目がいるところまで案内した。二代目旭琉會の知念秀視理事長と狩俣重三本部長らが同行した。挨拶を終えて笑顔を見せて帰る車中の糸数二代目を司忍六代目は笑顔で手を振り見送った。
2025年2月14日、糸数二代目は稲川会、住吉会、極東会、松葉会、双愛会の関東の5団体を訪れ、襲名の挨拶を行った。この日の挨拶回りは稲川会が車を手配、ホスト役を務めた。二代目旭琉會の知念透視理事長、猪俣重三本部長、新垣修組織委員長、満元幸次事務局長、上原芳正理事長補佐の5人が同行した。

## 情勢
統一前の「旭琉会」は沖縄県那覇市の首里石嶺町(4-301-6)に、対する「沖縄旭琉会」は同市の辻(2-6-19)に本部を置き、ともに沖縄県内を専らの活動地とした。「旭琉會」となって以後、2023末時点で沖縄県中頭郡北中城村字島袋1362に本部を置き、勢力範囲は同県内、構成員約210人の勢力数となっている。

### 勢力
統一前からそれぞれ沖縄県を代表する暴力団組織で、その規模は「沖縄旭琉会」が県内最大、「旭琉会」が次点、同県内を拠点とする暴力団組織はこれら2団体のほかには東亜会のごく小規模な系列組織「誼興業」のみとなっていた。その誼興業も2012年をもって解散、これにてちょうど同時期に新発足した「旭琉會」が沖縄県内唯一の組織暴力団となるに至っている。
統一前の「旭琉会」と「沖縄旭琉会」の人員勢力のおおよその内訳は、以下の表のように推移していたと報告されている。
|            | 1993  | 2001 | 2007 | 2010 | 2011       |
| ---------- | ----- | ---- | ---- | ---- | ---------- |
| 旭琉会     | 430   | 270  | 352  | 210  | 210 or 300 |
| 沖縄旭琉会 | 570   | 410  | 523  | 310  | 300 or 430 |
| 2団体合計  | 1,000 | 680  | 875  | 520  | 510 or 730 |

### 資金源
統一前の「旭琉会」および「沖縄旭琉会」は違法薬物の取り扱いによる資金獲得を公式に禁じ、これに着手した構成員には破門処分を科すとしていた。が、資金繰りの悪化を背景とした横行状態を黙認しているのが現状と見られていた。

### 中国ならびに台湾の暴力団とのつながり
近年、中国共産党による一国二制度を台湾にも適応することを主張する政党、中華統一促進党との関係が指摘されているほか、台湾の暴力団竹聯幇との関係も報道されている。

## 沖縄の「ヤクザ」
沖縄の「ヤクザ」は本土のそれとは異なり、戦後に発生した。本土「ヤクザ」の組織内部の関係では親と子の結びつきが主になり、いわゆる盃を交わすと年齢に関係なく親分子分の関係になるが、沖縄「ヤクザ」の場合には沖縄一般社会が兄弟的関係や血縁関係が強いため、本土の「ヤクザ」とは若干異なる組織形態で発展した。そのため、本土の「ヤクザ」とは色彩を異にする抗争を繰り広げることにもなった。地理的な条件もあるが、武装抗争を伴う熾烈な抵抗が行われてきた歴史もあり、山口組を始めとする本土の広域暴力団の進出が（例外はあるにせよ）広島県とともに無い地域である。とはいえ島内二大勢力の一方にあたる「旭琉会」が山口組と友好関係を築いていたこともあり、山口組の影響力が皆無という状況ではない（これは共政会と俠道会が山口組と友好関係を樹立した広島も同様である）。その点で、山口組の力がまるで及ばない状況にあるとされる九州北部とは異なっている。

## 歴代

### 会長
- 沖縄連合旭琉会 - 仲本善忠
- 二代目旭琉会（沖縄旭琉会） - 多和田真山
- 三代目旭琉会 - 翁長良宏
- 四代目旭琉会 - 花城松一
- 旭琉會初代 - 富永 清(- 2019年7月12日死去)
- 旭琉會二代目 - 糸数 眞[42]

### 旭琉會役職（発足時）
出典：実話時報 2012年2月号
- 会長 - 富永清
- 会長代行 - 花城松一
- 理事長 - 上里忠盛
- 副理事長
  - 髙江洲良吉
  - 志多伯幸仁
- 本部長 - 上江洲丈二
- 幹事長 - 永山克博
- 組織委員長 - 中村實
- 懲罰委員長 - 糸数幸昌
- 風紀委員長 - 宮城保彦
- 運営委員長 事務局長 - 座安隆
- 渉外委員長 - 與那哲也
- 総務委員長 - 又吉敏廣
- 慶弔委員長 - 山城茂
- 会長秘書
  - 糸数眞
  - 狩俣重三
  - 知念秀視

### 三代目旭琉会役職
- 会長 - 翁長良宏
- 理事長 - 花城松一（沖島一家総長）
- 副会長 - 呉屋栄信（丸良一家総長）・仲程光男（丸長一家総長）・志慶真盛繁
- 本部長 - 高江洲良吉（錦一家総長）
- 幹事長 - 中村實（桜一家総長）
- 組織委員長 - 安慶名誉夫（誉一家総長）
- 事務局長 - 糸数幸昌（ナニワ一家総長）
- 理事長補佐 - 志多伯幸仁（志多伯一家総長）・久高将茂（丸宏一家総長）
- 副本部長 - 金城正雄（金星一家総長）
- 会長秘書 - 糸数光秀（洸成一家総長）
- 幹事長補佐 - 知念正人（知念一家総長）・宮城正春（二代目丸神一家総長）

### 四代目旭琉会役職
- 会長 - 花城松一
- 会長代行 - 高江洲良吉（錦一家総長）
- 副会長 - 志多伯幸仁（志多伯一家総長）
- 理事長 - 中村實（桜一家総長)・糸数幸昌（ナニワ一家総長)
- 本部長 - 安慶名誉夫（誉一家総長）
- 幹事長 - 久高将茂（丸宏一家総長）
- 組織委員長 - 知念正人（知念一家総長）
- 理事長代行 - 知念秀視（二代目沖島一家総長）
- 理事長補佐 - 糸数光秀（洸成一家総長）・宮城正春（二代目丸神一家総長）
- 副本部長 - 豊里友尚（二代目丸長一家総長）
- 会長秘書 - 山城茂（一心一家総長）
- 幹事長補佐 - 伊波健（二代目嘉手刈一家総長）・仲程光男（二代目丸良一家総長）